# Papallona tigre de D'Abrera
La papallona tigre de D'Abrera (Parantica dabrerai) és una espècie de lepidòpter papilionoïdeu de la família dels nimfàlids (Nymphalidae), subfamília Danainae. És una espècie endèmica de Sulawesi (Indonèsia). S'anomena així en record de l'entomòleg Bernard D'Abrera.